# Martie Maguire
Martha "Martie" Elenor Erwin (12 de octubre de 1969) es una músico estadounidense, reconocida por ser una de las fundadoras de la banda Dixie Chicks y del dúo Court Yard Hounds.

## Biografía
Martha ganó premios en campeonatos nacionales de violín cuando aún era una adolescente. Ejecuta otros instrumentos, incluyendo la mandolina, la viola, el contrabajo y la guitarra. Ha escrito y coescrito varias canciones de la banda, algunas de las cuales se han convertido en éxitos de ventas. También contribuye con sus habilidades en armonía vocal y coros, y en orquestar arreglos de cuerda para Dixie Chicks.
Erwin aprendió varios instrumentos a una edad temprana, perfeccionando sus habilidades con su hermana menor Emily Robison durante más de cinco años como parte de un tour de cuarteto de bluegrass. Después de graduarse, las hermanas forjaron una alianza con otras dos mujeres que conocieron a través de la escena musical de Dallas, Laura Lynch y Robin Lynn Macy, formando una banda de bluegrass y música country, tocando en la calle y recorriendo los circuitos del festival de bluegrass durante seis años. Después de la partida de Macy, y el reemplazo de Lynch con la cantante Natalie Maines, la banda amplió su repertorio y apariencia musical. El resultado fue un trío tan comercialmente exitoso que tomó por sorpresa a la industria de la música country, con una cantidad de canciones exitosas, álbumes y premios que han marcado récords en la industria de la música.